# Sofja Iwanowna Muratowa
Sofja Iwanowna Muratowa (russisch Софья Ивановна Муратова; * 13. Juli 1929 in Leningrad; † 25. September 2006 in Moskau) war eine sowjetische Turnerin. Sie trat für den Verein Dynamo Moskau an und nahm an zwei Olympischen Spielen teil.

## Leben
1941 wurde Muratowas Familie auf Grund der Leningrader Blockade evakuiert, ihre Mutter starb jedoch auf der Flucht. 1943 schrieb sich Muratowa in einer Kindersportschule ein und begann zu turnen. Nur drei Monate später nahm sie an den Mädchenmeisterschaften der Russischen SFSR teil. 1944 zog sie nach Moskau und arbeitete dort unter dem Trainer Igor Schurawljow.
Sofja Muratowa war mit dem sowjetischen Turner Walentin Muratow verheiratet, der sie um wenige Tage überlebte.

## Karriere

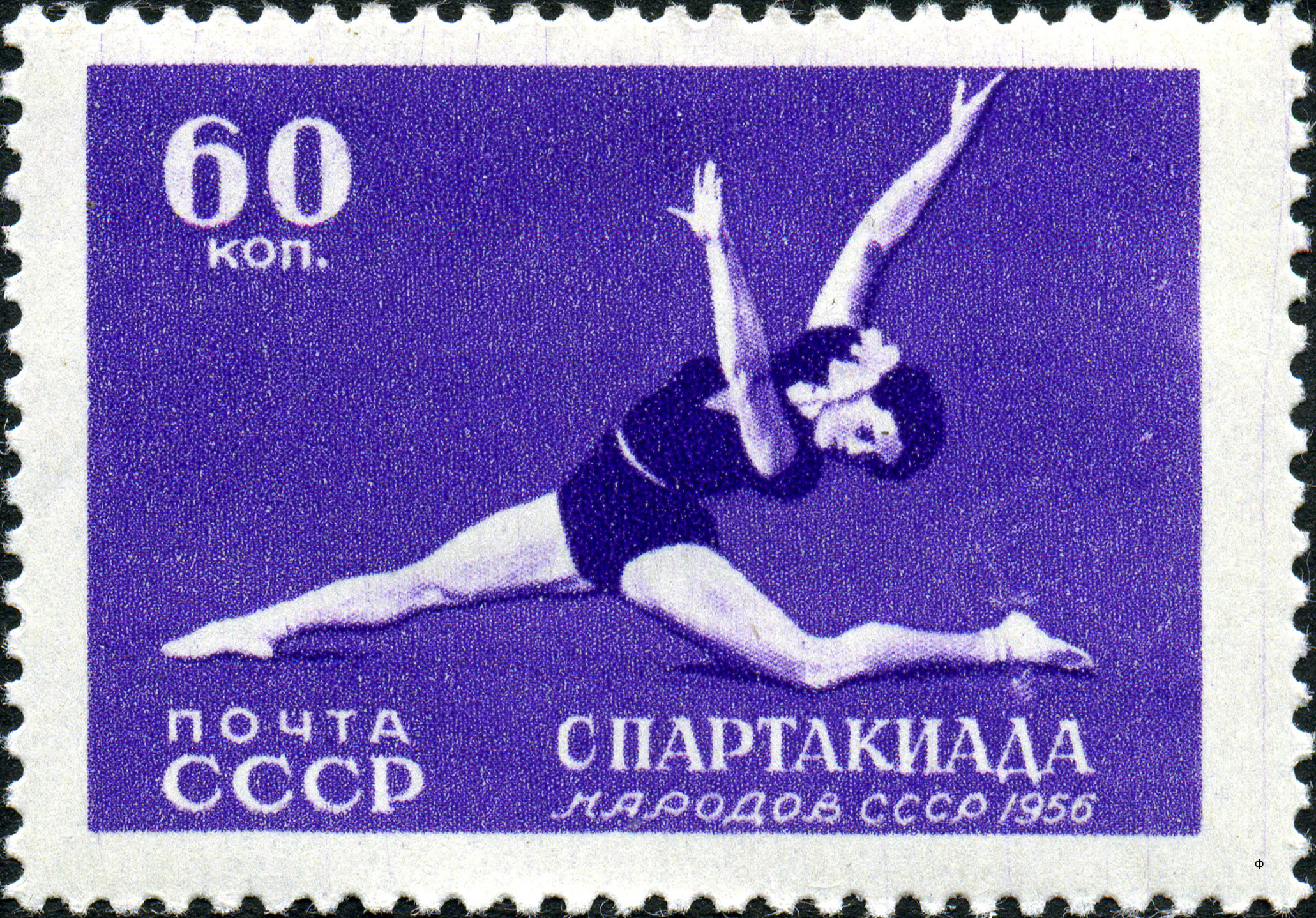
Muratowa auf einer sowjetischen Briefmarke (1956)

Ihren ersten Erfolg feierte Muratowa 1945 mit dem Sieg bei den UdSSR-Jugendmeisterschaften. Vier Jahre darauf sammelte sie internationale Erfahrungen beim Nationenduell zwischen Ungarn und der Sowjetunion in Budapest, welches sie mit ihrer Mannschaft gewinnen konnte.
Zu den Olympischen Sommerspielen 1952 in Helsinki konnte sie krankheitsbedingt nicht antreten. So bestritt sie ihr Olympiadebüt bei den Spielen 1956 in Melbourne, wo sie eine Gold- und drei Bronzemedaillen gewinnen konnte. In der Vorbereitung auf die Olympischen Spiele 1960 in Rom war Muratowa erneut verletzt und viele Fachleute hielten ihre Teilnahme für äußerst unwahrscheinlich. Lediglich drei Monate vor dem Beginn der Wettkämpfe unterzog sie sich einer Operation durch die Ärztin und Eisschnellläuferin Soja Mironowa. Sie genaß rechtzeitig und verteidigte mit ihrem Team den Titel im Mannschaftsmehrkampf. Zudem gewann sie zwei Silber- und eine Bronzemedaille.
Auch an Weltmeisterschaften im Gerätturnen nahm sie erfolgreich teil. Bei dem Turnier 1954 in Rom allerdings musste sie bereits früh aufgeben. Sie gewann zwar mit ihrem Team im Mannschaftsmehrkampf die Goldmedaille, brach sich aber anschließend beim Aufwärmen für einen weiteren Wettkampf den Arm. In den folgenden acht Jahren gelang es Muratowa, den in Rom errungenen Titel zweimal hintereinander zu verteidigen.
1965 zog sich Muratowa aus dem aktiven Sport zurück und arbeitete noch bis 1999 als Trainerin.

## Sowjetische Turniere
Sofja Muratowa gewann auf nationaler Ebene insgesamt 20 Gold-, 14 Silber- und zehn Bronzemedaillen. Sie war die einzige Turnerin in der Geschichte der Sowjetunion, die fünf Mal den Einzelmehrkampf für sich entscheiden konnte. Muratowas Schwäche waren die Ringe und dies ist auch die einzige Disziplin, in der sie im nationalen Vergleich nie eine Goldmedaille erringen konnte.
| Jahr | Veranstaltung | Einzelmehrkampf | Sprung | Stufenbarren | Schwebebalken | Bodenturnen | Ringeturnen |
| ---- | ------------- | --------------- | ------ | ------------ | ------------- | ----------- | ----------- |
| 1949 | Meisterschaft |                 | Gold   |              |               | Silber      |             |
| 1950 | Meisterschaft |                 | Gold   |              | Gold          | Silber      |             |
| 1951 | Meisterschaft | Bronze          |        |              |               |             |             |
| 1954 | Meisterschaft | Gold            |        | Gold         | Silber        |             | Silber      |
| 1955 | Meisterschaft | Gold            |        | Gold         | Bronze        | Gold        |             |
| 1955 | Pokal         | Gold            |        |              |               |             |             |
| 1956 | Meisterschaft | Silber          |        | Gold         | Bronze        |             |             |
| 1957 | Meisterschaft | Gold            | Gold   | Gold         | Gold          | Silber      |             |
| 1958 | Meisterschaft | Silber          | Gold   | Bronze       |               | Bronze      |             |
| 1959 | Meisterschaft | Silber          | Gold   | Silber       |               |             |             |
| 1960 | Meisterschaft | Gold            |        | Bronze       | Gold          |             |             |
| 1962 | Meisterschaft | Silber          |        |              |               |             |             |
| 1963 | Meisterschaft | Gold            | Bronze | Bronze       | Silber        |             |             |
| 1963 | Pokal         | Silber          |        | Silber       | Bronze        |             |             |
| 1964 | Meisterschaft |                 |        | Silber       | Bronze        |             |             |
| 1964 | Pokal         | Gold            |        |              |               |             |             |

## Ehrungen
- 1957: Orden des Roten Banners der Arbeit